# Teoctist román pátriárka
Teoctist román pátriárka (született Toader Arăpașu; Tocileni, Botoșani megye, 1915. február 7. – Bukarest, 2007. július 30.) román pátriárka, a román ortodox egyház vezetője volt (1986. november 9.–2007. július 30.).

## Pályája
A 11 gyermekes Arăpașu család tizedik gyermekeként már 13 évesen a Vorona-kolostori (Botoșani megye) életet választotta. A szerzetesi szemináriumot a cernicai kolostorban végezte (1932–1940). 1935 augusztusában lépett be az ortodox szerzetesek rendjébe a Karácsonkő (Piatra Neamț) melletti Bistrița kolostorban. 1940-ben beiratkozott a Bukaresti Teológiai Egyetemre, melyet 1945-ben magna cum laude végzett. Saját kérésére – 1945. március 1-jével – a jászvásári székesegyházba helyezték papi szolgálatra. Az egyházi pályája egyre emelkedett: először püspöki helynök (1950–1962), majd aradi püspök (1962–1973), Craiova érseke és Olténia metropolitája (1973–1977), Jászvásár érseke, Moldva és Szucsáva metropolitája (1977–1986), mindeközben filozófusi diplomát is szerzett a jászvásári egyetemen. 1986-ban – Iustin Moisescu pátriárka halála után – Bukarest érseke, Oláhország és Dobrudzsa metropolitája, s a román ortodox egyház feje lett (november 9.). Tiszteletbeli doktori címet kapott a nagyváradi (1995. június 4.), majd a bukaresti egyetemtől (október 26.); 2000 novemberében pedig a Lublini Katolikus Egyetem (Lengyelország) tüntette ki e címmel. 1999. december 17-én a Román Akadémia tiszteletbeli tagjává választották.

## Tevékenysége
Működése nem volt mentes az ellentmondásoktól. Teocist és a vezetése alatt álló román ortodox egyház kiszolgálta a Ceaușescu-rezsimet, a diktatúra évtizedei alatt a liturgián dicsőítették magát a „condukatort” is. Az 1989-es forradalom idején együttérzéséről biztosította a diktátort. A kommunizmus bukása után azonban a rá nehezedő nyomás hatására visszavonult az egyház éléről. A Sinaia kolostorban eltöltött néhány hét után azonban meggondolta magát és visszatért tisztségébe. Bírálói elsősorban a Securitatéval, a kommunista hatóságokkal és a diktátorral való együttműködést vetették a szemére, de ugyanakkor azt is, hogy teológusként, az 1941-es legionárius lázadás idején részt vett a bukaresti Antim utcai Ronetti-Roman zsinagóga szétverésében. Sem legionárius, sem pedig securitatés múltját nem tisztázta soha. Elmarasztalták azért is, mert nem modernizálta az ortodox egyházat, ellenezte a papok titkosszolgálati és az egyház pénzügyi átvilágítását. Azonban képes volt egyháza egységének megőrzésére, melyet 400 új kolostorral és 2000 új templommal tett gazdagabbá. Legfőbb örökségének tekintik, hogy nyitottságot mutatott az ökumenizmus irányába. 1989 után pedig új teológiai szemináriumokat, kántoriskolákat létesített, külföldi ösztöndíjat szerzett ortodox hallgatók számára. Az első ortodox pátriárka volt, aki – 1999-ben – az ortodox többségű országba hívta meg II. János Pál pápát (május 7–9.). A pápalátogatást Teoctist 2002-ben viszonozta, amikor a Vatikánban együtt imádkozott a pápával a két testvéregyház közeledéséért.

## Halála
A bukaresti Fundeni klinikán prosztataműtétet hajtottak végre rajta, majd röviddel az orvosi beavatkozás után szívinfarktusban halt meg, 92 éves korában. Temetési szertartására augusztus 3-án került sor a bukaresti ortodox patriarkális székesegyházban, melyet I. Bartolomaiosz konstantinápolyi ökumenikus pátriárka celebrált.